# Автокефалія
Автокефа́лія (від грец. αυτός — сам та κεφαλή — голова) — це статус помісної церкви, як самокерованої, незалежної частини Вселенської Православної церкви, що очолюється патріархом або архієпископом чи митрополитом. Етимологія слова буквально означає сам собі голова. Усі Автокефальні церкви занесені в спеціальний список — Диптих.

## Суть
Автокефальна православна церква — це помісна православна церква, до юрисдикції якої належить певна територія, на якій не повинні діяти інші помісні церкви без згоди предстоятеля церкви. Нижчі права має автономна церква. Автокефальна церква не є ні ієрархічно, ні адміністративно частиною іншої православної церкви, а є самокерованою частиною Вселенської православної церкви.
Канонічне право розглядає автокефалію як інструмент управління помісною церквою. Буквально «автокефалія» значить, що помісна церква має «власну голову». Це означає, що автокефальна церква обирає власного очільника, який, зі згоди місцевого синоду, висвячує єпископів власної церкви, не будучи підзвітним жодній зовнішній еклезіальній владі.
Автокефалія церкві не надається, а проголошується і пізніше визнається іншими помісними церквами. Право першою визнати автокефалію належить Церкві-Матері.

## Умови надання автокефалії
Канони православної церкви не дають прямого визначення способу проголошення автокефалії тієї чи іншої церкви. Різні помісні церкви мають різні погляди на вирішення цього питання.
Згідно з Апостольськими правилами та правилами Вселенських соборів кожна незалежна держава має право на свою незалежну церкву. Зокрема, у 17-му правилі Четвертого та 38-му Шостого Вселенських соборів зазначається: «…громадянським та земельним розподілам нехай відповідає і розподіл церковних справ…». Тобто церковно-адміністративний устрій має відповідати устрою державному. Також у 34-го Апостольському правилі сказано «Єпископам усякого народу слід знати першого у них, і визнавати його як главу, і нічого, що перевищує їхню владу не чинити без погодження з ним.»
Теми «автокефалія та спосіб її проголошення; автономія та спосіб її проголошення» так і не були розглянуті на Всеправославному соборі. Через відсутність канонів, які визначають власне спосіб проголошення автокефалії, порушити їх неможливо. Тому кожна автокефальна церква діє канонічно, якщо проголошення її автокефалії відбулося згідно із тими канонічними правилами, які опосередковано стосуються питання автокефалії, а також у відповідності до історичної традиції.
- Автокефальною може бути лише та церква, яка доросла до самостійного буття, має внутрішні можливості існувати незалежно від іншої церковної влади. Для цього потрібна наявність щонайменше трьох єпископів, два з яких, в разі смерті одного з ієрархів, можуть поставити його наступника.
- Автокефальною може бути лише та церква, яка має достатню кількість пастирів і пастви, для того, щоб її служіння звершувалося нормально.
- Автокефальна церква має мати політичну незалежність народу, серед якого відповідна церква несе своє служіння. Під час прийняття рішення про автокефалію береться до уваги думка державної влади відповідної країни.
- Спільна воля єпископату, духовенства і мирян відповідної церкви, виражена через постанову помісного собору. Після прийняття соборного рішення про автокефалію воно проходить процес визнання з боку Матері-Церкви та інших помісних православних церков.

Право проголошення автокефалії, за наявності належних умов і підстав, однією з яких є відповідна державно-адміністративна незалежність, належить церковному собору, яка проголошує свою автокефалію, а право першою визнати цю автокефалію належить Матері-Церкві.

## Історія
Автокефалія — одна з найстаріших інституцій церкви. Вона пережила найбільше історичних трансформацій. Спершу всі церковні спільноти, як правило, були автокефальними — не в сенсі автократії, а в тому сенсі, що вони не мусили звітувати перед іншими спільнотами. Зі зростанням церкви більшість спільнот стали підзвітними вищим спільнотам і в такий спосіб втратили свою автокефалію. Незалежність зберегли тільки обрані спільноти, які опікувалися іншими спільнотами, насамперед у питаннях висвячення єпископів та суду над єпископами. Так автокефалія перейшла від спільнот до надспільнотних структур. Автокефалію надспільнотних структур було замислено як канонічну інституцію, що мала допомогти церкві підтримувати порядок та єдність. Втім, із плином часу автокефалія часто ставала жертвою маніпуляцій з боку політичної влади, зі згоди відповідних церковних структур, і була спрямована на досягнення радше політичних цілей, ніж еклезіальної єдності.
Автокефалія пережила багато трансформацій та криз. У певні історичні періоди вона майже зникала, а в інші отримувала надзвичайну владу. Упродовж свого тривалого історичного шляху вона набувала різних форм і зазнавала різних тлумачень. Попри важливість цієї інституції, вона залишається малодослідженою.
Автокефалію часто представляють у канонічному світлі, як категорію канонічного права. Деякі вважають її адміністративною інституцією. Також існує точка зору, що ототожнює автокефалію з національною державністю. Усі ці підходи мають рацію, тож на них має зважити кожен, хто береться за серйозне вивчення автокефалії. Втім, всього цього недосить. Упродовж століть своєї еволюції автокефалія була чинником зміцнення політичної незалежності держав, засобом translatio imperii, інструментом розбудови культурної та національної ідентичності народу, й нарешті символом деімперіалізації та індигенізації церкви.
У канонах церкви перші віддалені згадки про автокефалію можна натрапити в рішеннях резолюція Ефеського собору (431) «єпископи Кіпру можуть самі здійснювати висвячення» (канон 8).
У середині VI століття автокефалію отримала церква Першої Юстиніани, що існувала на території сучасних Сербії і Чорногорії. Майже в той самий час стала самоврядною Синайська церква, у 487 році проголошується автокефалія Грузинської церкви, у X ст. — Болгарської. Змагання за церковну незалежність і державність Болгарії тривали століттями — до 1872 року. В переліку автокефальних церков — Сербська (1219 рік), Елладська, Румунська, Албанська — ці церкви проголосили свої автокефалії з появою незалежних державних утворень і були визнані з часом.
Автокефалія не була пов'язана зі способами управління церквою. Автокефалія означала обрання та висвячення очільника автокефальної церкви. Автокефалія забезпечувала відносну незалежність церкви від цивільної адміністрації та територіального устрою держави.
|                            | Еклезіальні права, і насамперед ті, що стосуються кордонів, зазвичай змінюються разом з політичною владою та управлінням |
| — Патріарх Фотій (810-891) | |

Перші автокефальні церкви виникли на території Римської імперії та в сусідніх з нею державах. У IV столітті існувало п'ять автокефальних церков (Пентархія): Римська, Константинопольська, Олександрійська, Антиохійська та Єрусалимська. Пізніше від Антиохійської відділились Кіпрська та Грузинська.
У XI столітті відбувся розкол між римо-католицькою церквою і рештою помісних церков. Після нього римо-католицька церква пішла своїм власним шляхом розвитку, прийняла нові догмати і т. д
У XIX–XX століттях виникло ряд автокефальних церков у Східній Європі: Сербська, Болгарська, Румунська, Польська, Албанська, Чеських Земель і Словаччини.
У середині XX століття Російська православна церква дарувала автокефалію своїм єпархіям на території Північної Америки і була створена Православна церква Америки. Ця автокефалія (тобто сам статус) не була визнана рядом інших помісних церков, зокрема грецької традиції, але ПЦА перебуває у євхаристійному спілкуванні з усіма іншими помісними Церквами і є частиною Вселенської православної церкви.
|                       | «Основна задача української державної влади полягає в тому, що в самостійній державі має бути самостійна церква. Сього однаково вимагають інтереси держави і церкви. Ніякий уряд, що розуміє свої державні обов’язки, не може погодитись на те, щоб осередок церковної влади перебував в іншій державі... Таким чином, автокефалія української Церкви — се не лише церковна, але й національно-державна наша необхідність. Се конечна потреба нашої Церкви, нашої держави, нашої нації...» |
| — Олександр Лотоцький | |

Історія свідчить, що автокефалія проголошувалася самою церквою, яка її добивалася, а лише потім, раніше або пізніше, визнавалася з боку інших Помісних церков. Одним з вирішальних факторів проголошення автокефалії є відповідні політичні умови, зокрема — незалежність того народу, серед якого Помісна церква несе своє служіння. Найактивнішу роль у питанні проголошення автокефалії багатьох Церков відігравала державна влада та патріотичні політичні сили. У випадку з Сербською та Болгарською церквами за проголошення автокефалії на ієрархію і навіть народ накладалися анафеми, що не стало перешкодою у майбутньому відновити євхаристійне єднання, а всі анафеми та заборони віддати забуттю. Не зважаючи на невизнаний статус автокефалії, на існування паралельної ієрархії або й анафеми, накладені на ієрархів автокефальної церкви, у відповідних помісних церквах продовжувалося благодатне життя, звершувалися всі таїнства і вони належним чином несли своє служіння серед відповідного народу.

### На теренах України
За Ярослава Мудрого православний собор руських єпископів Київської митрополії обирає на митрополичу кафедру русина святителя Іларіона. Тобто київський клір сам обирав собі главу церкви. Наступним митрополитом з русинів був Клим Смолятич. Подібні соборні обрання на Київську митрополичу кафедру руськими єпископами та поставлення русинів відбувалися з певними перервами. Такі ж обрання були митрополита Кирила (1242 рік), митрополита Григорія Цамблака (1415 рік), священномученика Макарія (1495 рік). Вже після свого обрання ці ієрархи отримували благословення із Константинополя. Після падіння Константинополя у 1453 році Київська митрополія стала де-факто незалежною, звернення до Константинопольських патріархів мало радше формальний характер.
У 1448 році внаслідок самовільного обрання на соборі єпископів, архімандритів, ігуменів та всього православного священства Золотої Орди (Московщина в той час перебувала у повному підпорядкуванні Золотої Орди) єпископа Рязанського Іони митрополитом «Київським і всієї Русі», що сталося за наказом Московського князя Василія, відбувся остаточний поділ єдиної Київської митрополії.
У 1620 році Єрусалимський патріарх Феофан, який майже рік прожив у Київському братському монастирі, на прохання духовенства, містян, козаків на чолі з Конашевичем-Сагайдачним відновив Київську митрополію і православну ієрархію. Митрополитом Київським і Галицьким став святитель Іов Борецький, якого за підтримку Запорозької Січі називали «козацьким митрополитом».
У 1686 році Московське царство захоплює Київську митрополію й підпорядковує її самопроголошеному Московському патріархату, що добивався визнання у православному світі 141 рік.
Після перемоги Жовтневого перевороту в Росії, коли українська держава за допомогою німецьких і австрійських союзників намагалася відстояти в Україні державність, в державі Павла Скоропадського виникла ідея створення Автокефальної української церкви, якій відводилась важлива роль в стриманні людей від антидержавного більшовизму. Тому 12 листопада 1918 року міністр віросповідань О. Лотоцький оголосив декларацію, де було сказано: «В самостійній державі має бути і самостійна церква… Це не лише церковна, але й національна наша необхідність… Від імені уряду Української держави маю за честь оголосити його тверду і непохитну думку, що українська церква має бути автокефальною». Таким чином, є всі підстави стверджувати, що саме гетьманський уряд поклав початок автокефалії української церкви. Пізніше ідею розвивав уряд Симона Петлюри. Так перші громади Автокефальної церкви, що виникли в 1919—21 роках, активно виступали на підтримку української держави. Після поразки української армії від російських більшовиків українське духівництво Автокефальної церкви провадило своє служіння у підпіллі. В проповідях поширювалась право українців на самобутність і право селян на землю, результати їх праці на землі.
Радянська влада оголосила Автокефальну церкву відгалуженням контрреволюційної організації «Спілки визволення України», і звинуватила Автокефальну церкву в підготовці збройного повалення радянського режиму. У 1929 році на сфальсифікованому судовому процесі в справі СВУ діяльність церкви була повністю обмовлена і засуджена, її осередки ліквідовані, а духівництво страчено як злочинці. Автокефальна церква в Україні пішла у глибоке підпілля.
У роки Другої світової війни Автокефальна церква знову відродилася на окупованій німецькими військами території України. Вигнання німців з України призвело до того, що Автокефальна церква продовжувала свою діяльність за кордонами СРСР.

## Автокефальні церкви
Згідно з Диптихом, нині існує 16 автокефальних церков, що перебувають у євхаристійному спілкуванні одна з одною і складають Вселенську православну церкву. Кожна з них займає певне місце у диптиху за старшинством і честю, як правило, це місце залежить від давнини заснування церкви та її ролі в історії усієї Вселенської церкви. Перші дев'ять автокефальних церков очолюються патріархами, решта 7 — митрополитами або архиєпископами.
Згідно з диптихом Вселенського патріархату, спочатку у переліку йдуть давні патріархати (грец. Πρεσβυγενή Πατριαρχεία, 4 церков), потім йдуть новіші патріархати (грец. Νεώτερα Πατριαρχεία, 5 церков), й вже потім просто автокефальні церкви (грец. Αυτοκέφαλες Εκκλησίες, 7 церков).
| №  | Назва церкви                                   | Тип диптиху         | Назва патріархату                      | Рік визнання автокефалії |
| -- | ---------------------------------------------- | ------------------- | -------------------------------------- | ------------------------ |
| 1  | Константинопольська православна церква         | давній патріархат   | Вселенський патріархат Константинополя | —                        |
| 2  | Александрійська православна церква             | давній патріархат   | Александрійський патріархат            | —                        |
| 3  | Антіохійська православна церква                | давній патріархат   | Антіохійський патріархат               | —                        |
| 4  | Єрусалимська православна церква                | давній патріархат   | Єрусалимський патріархат               | —                        |
| 5  | Російська православна церква                   | новий патріархат    | Московський патріархат                 | 1448, 1589               |
| 6  | Сербська православна церква                    | новий патріархат    | Сербський патріархат                   | 1219, 1879               |
| 7  | Румунська православна церква                   | новий патріархат    | Румунський патріархат                  | 1885                     |
| 8  | Болгарська православна церква                  | новий патріархат    | Болгарський патріархат                 | 870, 1945                |
| 9  | Грузинська православна церква                  | новий патріархат    | Грузинський патріархат                 | 486, 1990                |
| 10 | Кіпрська православна церква                    | автокефальна церква | -                                      | 478                      |
| 11 | Елладська православна церква                   | автокефальна церква | -                                      | 1833, 1850               |
| 12 | Польська православна церква                    | автокефальна церква | -                                      | 1834, 1924               |
| 13 | Албанська православна церква                   | автокефальна церква | -                                      | 1922, 1937               |
| 14 | Православна церква Чеських земель і Словаччини | автокефальна церква | -                                      | 863, 1998                |
| 15 | Православна церква України                     | автокефальна церква | -                                      | 988, 2018-19             |
| 16 | Македонська православна церква                 | автокефальна церква | -                                      | 1959, 2022               |

## Автономія
Статус автономії відрізняється від автокефалії тим, що предстоятель автономної церкви після обрання повинен бути затверджений (висвячений) патріархом однієї з автокефальних церков.
У сучасній РПЦ також є так звані «самоврядні церкви», такі як Українська православна церква (Московський патріархат), крім того є ще кілька церков, які РПЦ називає «автономними», такі як Православна церква Японії, яку до 2011 року не вважали складовою частиною Московського патріархату.